# М34 (каска)

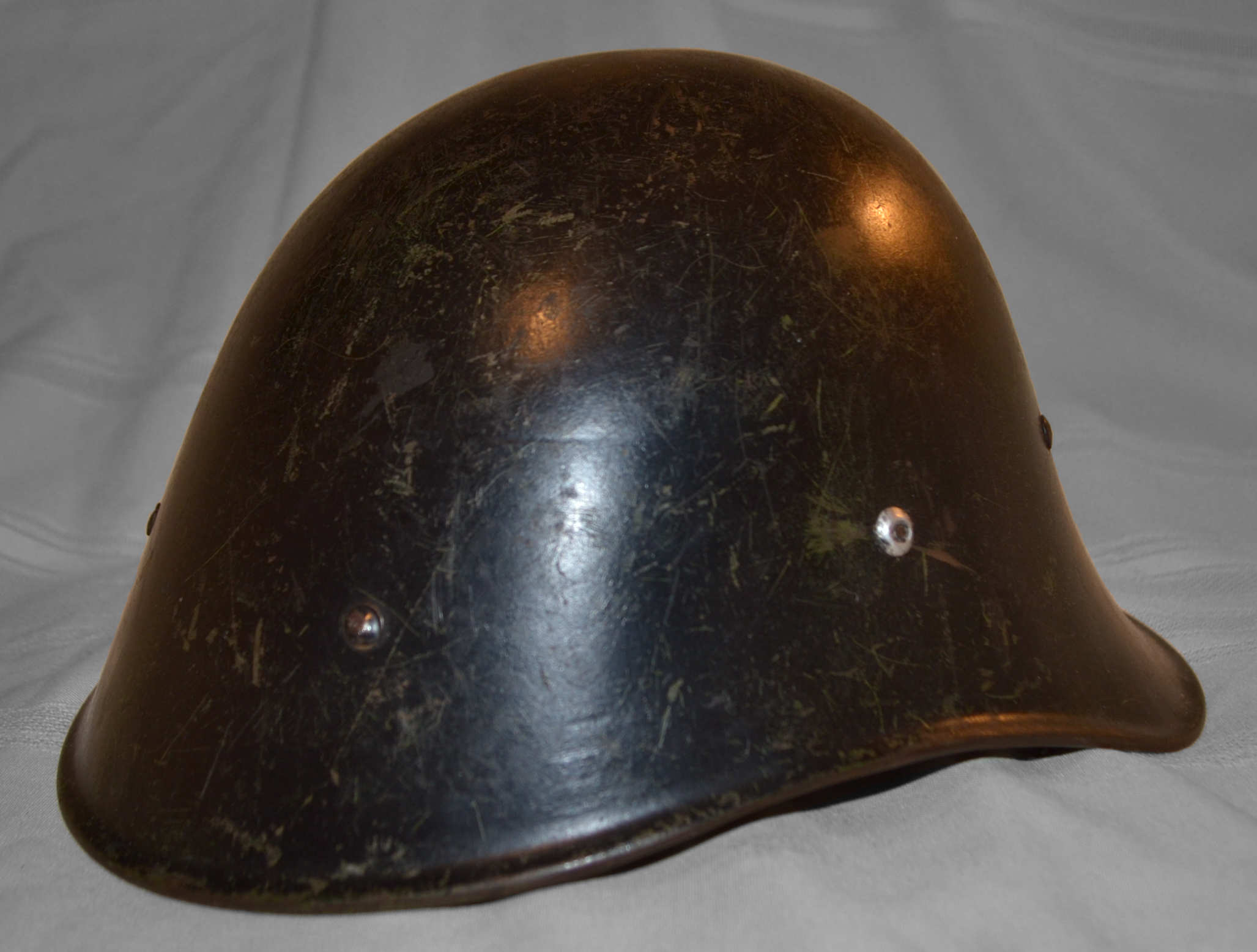
Голландский шлем M34, обратите внимание на отсутствие кокарды и покрытие черной краской вместо зеленой

M34 (также известный как M1934) — стальной боевой шлем, применявшийся вооружёнными силами Нидерландов с 1934 года, заменив предшествовавший ему M23/27, и до вторжения нацистской Германии в 1940 году. После этого он был заменен на шлем M53, местную копию американского шлема М1. Тропический вариант этого шлема выпускался для использования голландской ост-индской армией в современной Индонезии (тогда — Голландской Ост-Индии) и известен как модель KNIL.

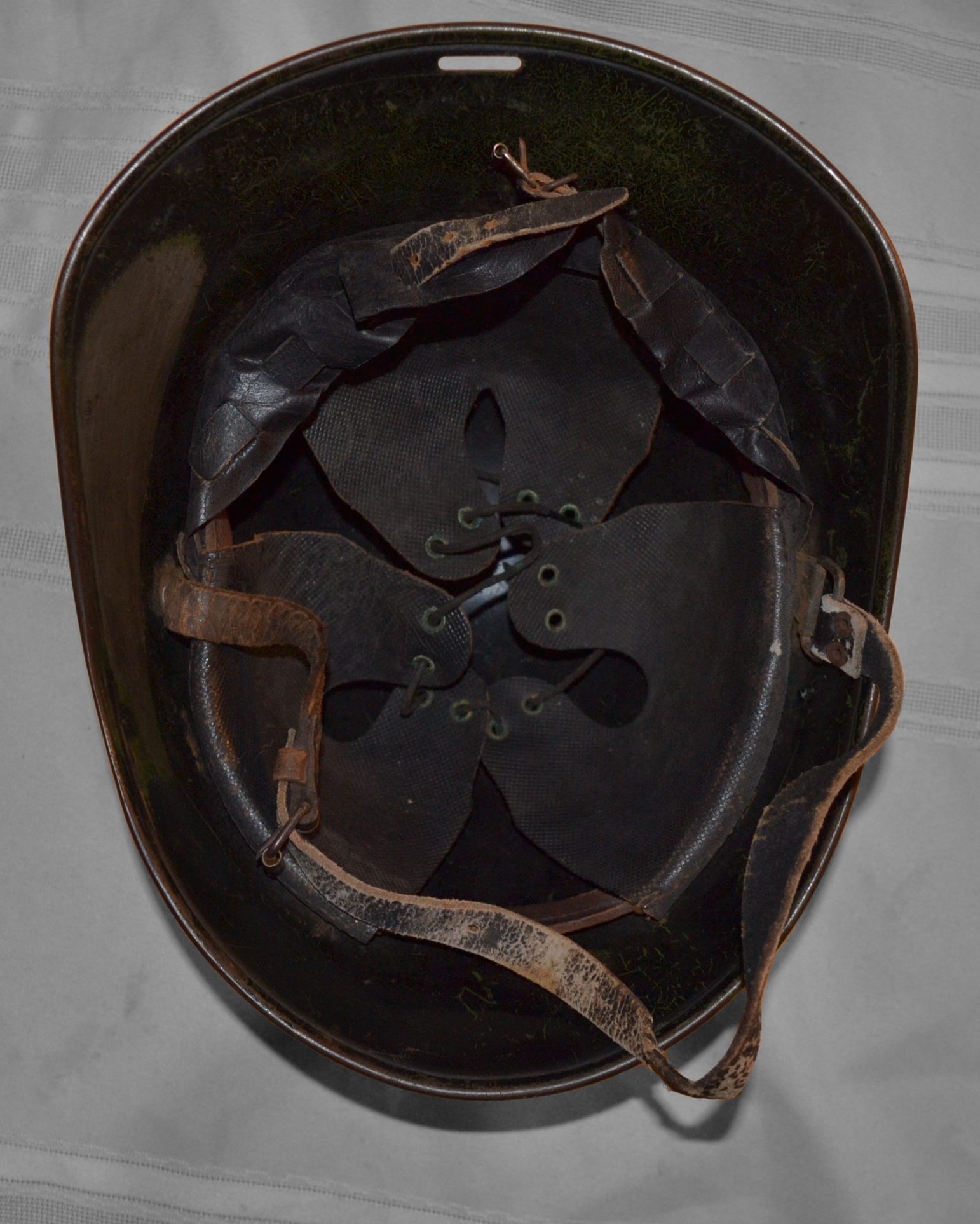
Подшлемник M34

## Описание

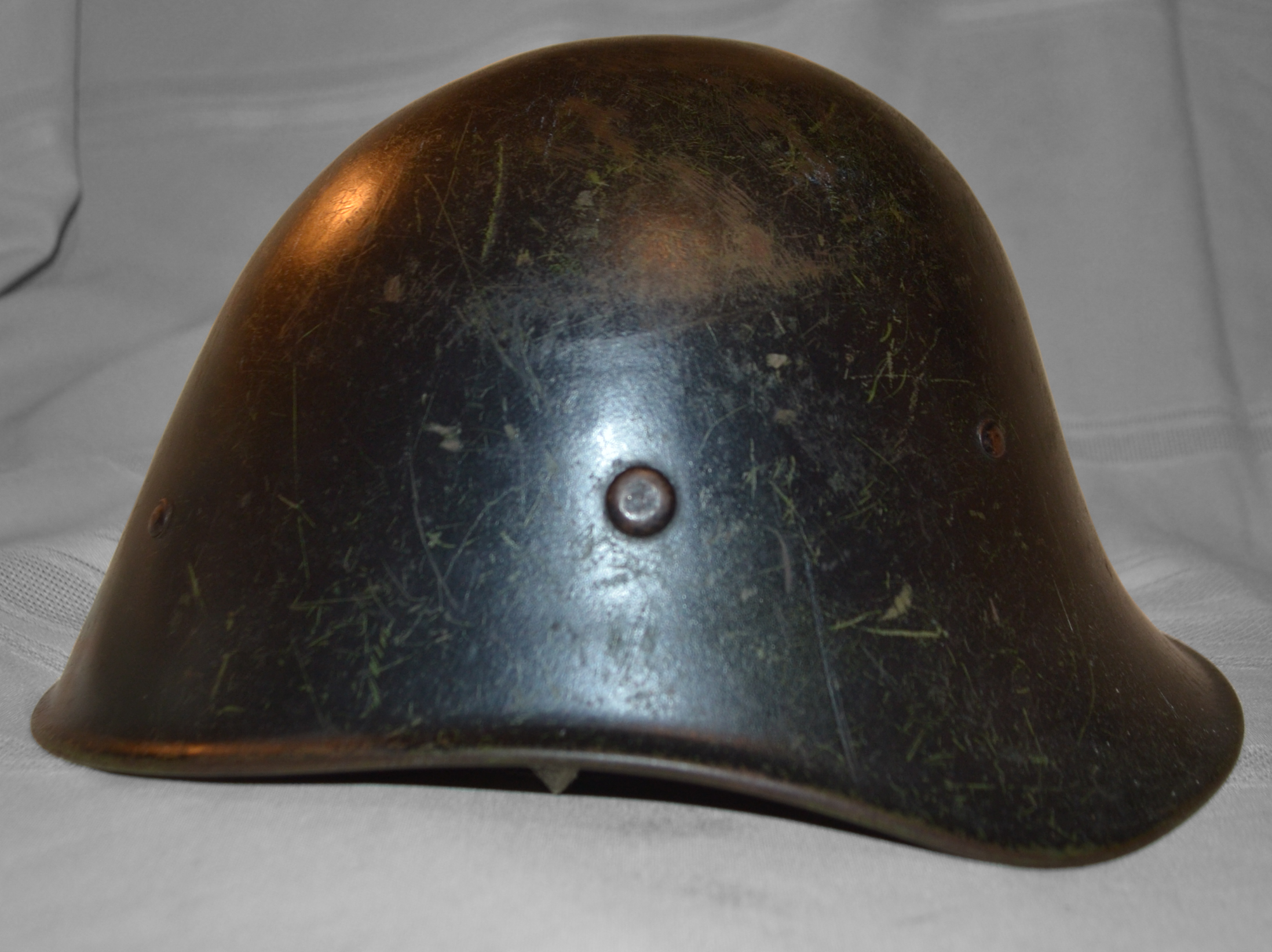
M34, вид сбоку

Оболочка имеет необычную форму по сравнению с другими шлемами этого периода. В отличие от многих касок межвоенного периода, основанных на шлемах Броди, Адриана и Штальхельма, M34 является модернизированной версией предыдущего M23/27, с более короткими боковыми сторонами и большим весом по сравнению с M23/27. Оболочка, имеющая парящую форму и закругленный край, окрашивалвсь в зеленый цвет с овальной бронзовой кокардой спереди, окрашенной в черный цвет, с эмблемой голландской армии. С шлемов, использовавшихся нацистами, кокарды удалялись. Подшлемник состоял из трех кожаных накладок, прикрепленных к кожаной ленте, которая крепилась к оболочке с помощью семи заклепок. Подшлемник также имеет ремешок на затылке вдоль задней части для дополнительной регулировки размера. В самой задней части обода было сделано отверстие, чтобы шлем, когда он не используется, можно было зафиксировать на месте с помощью зажима либо на форме, либо на рюкзаке. Подбородочный ремень представляет собой роликовую пряжку, прикрепленную к подкладке и оболочке.

## Модель KNIL
Тропическая версия M34 для Королевской голландской армии Ост-Индии (Koninklijk Nederlands Indisch Leger, KNIL). Производился компанией Milwaukee Saddlery Company в США. Новая модель получила название M38 и отличалась обрезанной задней частью, отсутствием кокарды, большим задним клапаном на шее и вентиляционными отверстиями в подкладках для повышения комфорта в жаркой Ост-Индии. Помимо перечисленных выше изменений, модель была почти идентична M34.

## В Румынии
Румыния заказала у голландцев 628 000 шлемов M34 для использования в своей армии, где они получили обозначение M39. Эта модель производилась на заводе Verblifa в Нидерландах в 1938 году, окрашивалась в зеленый цвет и украшалась гербом короля Румынии Кароля II спереди. После того, как Кароль II отрекся от престола, гербы должны были быть удалены, а новые серийные шлемы должны были выпускаться без герба, но данное указания выполнялось посредственно. Германия продолжала поставлять голландские шлемы M34 и более старые M23/27 румынам с удаленными голландскими кокардами, иногда эти шлемы имели немецкий подшлемник M31 вместо оригинального. Конструкция M34 в дальнейшем повлияли на будущие шлемы румынские шлемы M73 и M73/80, которые носила армия социалистической Румынии. 